# Dumuria Upazila
Dumuria Upazila är ett underdistrikt i Bangladesh. Det ligger i den södra delen av landet, 140 km sydväst om huvudstaden Dhaka.
Trakten runt Dumuria Upazila består till största delen av jordbruksmark. Runt Dumuria Upazila är det tätbefolkat, med 762 invånare per kvadratkilometer.